# Master of the fleet
Hodnost Master of the fleet v Royal Navy označovala plavebního mistra (anglicky sailing master) vlajkové lodi floty, nebo služebně staršího plavebního mistra či navigátora loďstva. Příklady jejích držitelů zahrnují Johna Bowena (v době čtvrté bitvy u Ouessantu), Ianna Hogga a Johna H. D. Cunninghama.
K roku 1814 byl s titulem spojen plat navíc a v roce 1832  hodnost a uniforma shodná s komandérem. Od roku 1843 byl do funkce ustanován dekretem (anglicky commission) Admirality, nikoliv jmenováním (anglicky warrant) Radou námořnictva jako dosud. V roce 1864 byl titul změněn na štábního kapitána (anglicky „staff captain“) a postaven o stupeň pod pravidelnou hodnost kapitána, zatímco ostatní plavební mistři, kteří měli odslouženo alespoň patnáct let, dostali novou hodnost „štábní komandér“ (anglicky „staff commander“), stupeň pod komandérem.
Titul je užíván i mimo Royal Navy, například u Ultramarines a v jiné science fiction, a pro kapitána lodi Belle of Louisville.